# Palacio de los Cóndores

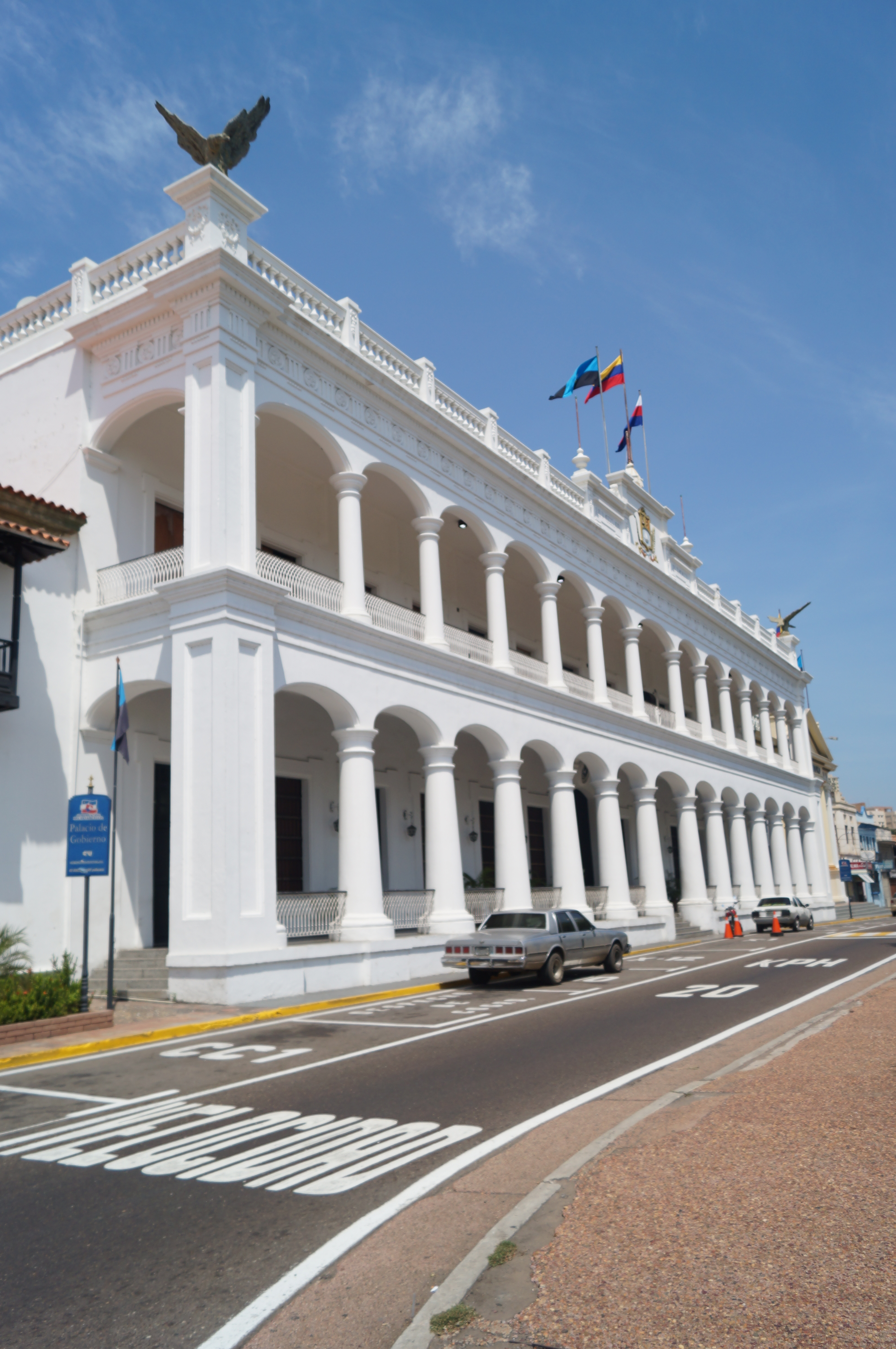
Palacio de los Cóndores

El Palacio de los Cóndores de Maracaibo (Venezuela), originalmente conocido como la Casa Mayor, está situado frente a la Plaza Bolívar, en el centro de la ciudad. Su construcción se inició en 1841 y fue terminado en 1868 para ser subsecuentemente reconstruido en 1929; fue entonces cuando recibió el nombre que lleva actualmente como parte de la remodelación que se le hiciera a la estructura.
Funcionó en la época de la Colonia Española como la cárcel de la ciudad.
Actualmente, funciona como la sede oficial del Poder Ejecutivo del Estado Zulia.
Este dispone de varias salas entre las más importantes son: salón de situaciones, ante sala al despacho, despacho del gobernado, salón de recepciones más conocido por el nombre  salón de los espejos  esto se debe a que tiene dos espejos en la pared interna de la entrada, un dato curioso es que la primera vez que se canto el himno del estado Zulia fue en este salón esto sucedió en el año 1909.